# 近藤忠夫
近藤 忠夫（こんどう ただお、1944年4月12日 - 2020年4月7日）は、日本の経営者。日本触媒社長、会長を務めた。

## 来歴・人物
新潟県出身。1967年に京都大学工学部合成化学科を経て、1973年に京都大学大学院理学研究科を修了し、同年に日本触媒に入社した。2000年6月に日宝化学社長に就任し、2003年6月に日本触媒常務を経て、2004年6月に副社長に就任し、2005年4月には社長に昇格した。2011年4月に会長に就任。
2019年11月に旭日中綬章を受章。
2020年4月7日、病気のために死去。75歳没。